# اوسلیانکا
اوسلیانکا (انگلیسی: Oslyanka) یک کوه در سرزمین پرم کشور روسیه است.